# Valse Draak
Een Valse Draak is een begrip uit de serie Het Rad des Tijds van de Amerikaanse auteur Robert Jordan.
Van tijd tot tijd beweren mannen dat zij de Herrezen Draak zijn. 
Slechts sommigen van hen kunnen Saidin geleiden. 
Enkele van die geleiders veroorzaakten zelfs oorlogen zoals de 
Oorlog van de Tweede Draak.
Onder de valse draken waren de machtigsten:
- Raolin Duistervaan
- Jurian Steenboog
- Davian
- Guaire Amalasan
- Logain Ablar
- Mazrim Taim